# Verfassungsschutz Rheinland-Pfalz

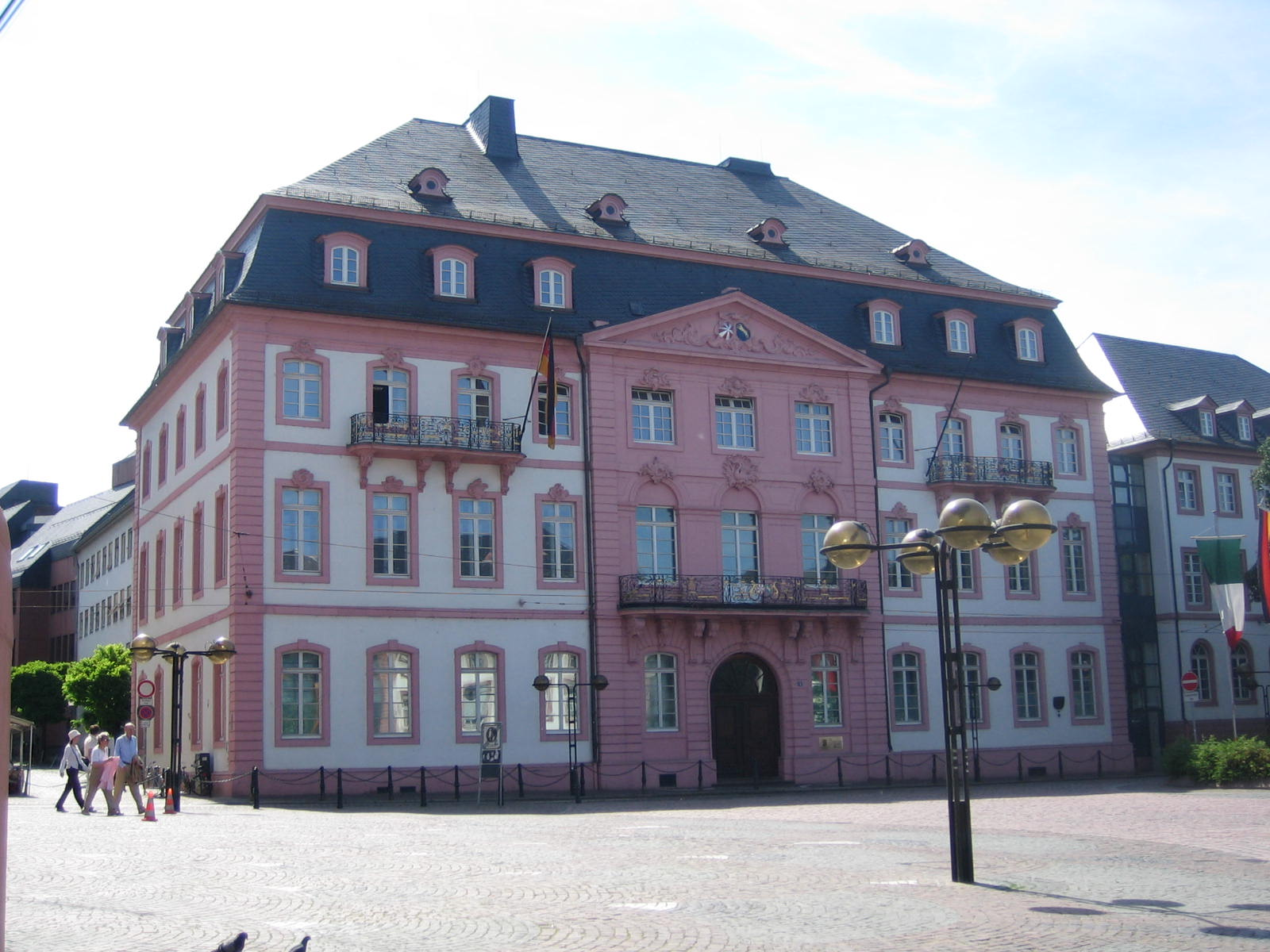
Ministerium des Innern und für Sport des Landes Rheinland-Pfalz am Schillerplatz (Mainz)

Der Verfassungsschutz Rheinland-Pfalz ist eine Abteilung des Ministeriums des Innern und für Sport des Landes Rheinland-Pfalz und hat den gesetzlichen Auftrag die freiheitliche demokratische Grundordnung zu schützen. Sein Sitz befindet sich in Mainz. Seit Anfang 2017 wird der Verfassungsschutz Rheinland-Pfalz von Elmar May geleitet. Der Behörde waren im Haushaltsjahr 2025 insgesamt 210 Mitarbeiterstellen und ein Budget von 4,65 Millionen Euro (ohne Personalkosten) zugewiesen.

## Rechtsgrundlage
Rechtsgrundlage ist das Landesverfassungsschutzgesetz (LVerfSchG) vom 11. Februar 2020 (GVBL. 2020, 43), welches das alte LVerfSchG vom 6. Juli 1998 (GVBl. S. 184) ersetzt hat. Der rheinland-pfälzische Landtag beschloss die Gesetzesnovelle Anfang 2020, um den gewandelten sicherheitspolitischen Herausforderungen Rechnung zu tragen und um die Kontrolle des Verfassungsschutzes durch das Parlament zu stärken. Ebenso findet das Gesetz zur Beschränkung des Brief-, Post- und Fernmeldegeheimnisses, kurz: Artikel 10-Gesetz (G10), in Verbindung mit einem eigenen Landesgesetz Anwendung auf die Arbeit des Verfassungsschutzes Rheinland-Pfalz.

## Aufgaben und Befugnisse
Die wichtigste Aufgabe der Verfassungsschutzbehörde Rheinland-Pfalz ist die Beobachtung von Bestrebungen, das heißt von politisch bestimmten, ziel- und zweckgerichteten Verhaltensweisen, die sich gegen die freiheitliche demokratische Grundordnung, den Bestand oder die Sicherheit des Bundes oder eines Landes richten. Ferner beobachtet der Verfassungsschutz sicherheitsgefährdende oder geheimdienstliche Tätigkeiten in Rheinland-Pfalz, die von einer fremden Macht ausgehen (vgl. § 5 LVerfSchG).
Zu den weiteren Aufgaben gehört es unter anderem, bei der Sicherheitsüberprüfung von Personen mitzuwirken, denen im öffentlichen Interesse geheimhaltungsbedürftige Tatsachen und Erkenntnisse anvertraut werden, beziehungsweise solchen, die sich Zugang dazu verschaffen können (§ 6 LVerfSchG).
Der Verfassungsschutz unterrichtet die Landesregierung, das Ministerium des Innern und für Sport informiert die Öffentlichkeit über die wesentlichen Arbeitsergebnisse des Verfassungsschutzes (§ 7 LVerfSchG). Dies geschieht unter anderem in Form des jährlichen Verfassungsschutzberichtes.
Die Behörde darf zur Erfüllung ihrer Aufgaben unter bestimmten Voraussetzungen und unter Wahrung des Verhältnismäßigkeitsgrundsatzes nachrichtendienstliche Mittel einsetzen. Dazu zählen zum Beispiel Vertrauenspersonen, Observationen und die Telekommunikationsüberwachung (§ 8 ff. LVerfSchG).

## Kontrolle
Die gesetzlich vorgeschriebene parlamentarische Kontrolle des Verfassungsschutzes Rheinland-Pfalz erfolgt durch die Parlamentarische Kontrollkommission (PKK). Bei G10-Maßnahmen ist grundsätzlich vorab die Zustimmung der sogenannten G10-Kommission, eines unabhängigen Gremiums eigener Art, notwendig. Über weitere Kontrollrechte verfügt zudem der Landesbeauftragte für den Datenschutz und die Informationsfreiheit.
Hinzu kommt eine informelle Form der Kontrolle durch die Medien und die Öffentlichkeit in Rheinland-Pfalz.

## Organisation
Die für den Verfassungsschutz zuständige Abteilung 6 des Innenministeriums gliedert sich in folgende zehn Referate:
- Technische Analyseunterstützung und Querschnittsverfahren
- Zentrale Aufgaben
- Grundsatzfragen, Datenschutz und Recht, Präventionsagentur gegen Extremismus
- Operative Einsatzunterstützung
- Spionageabwehr, Geheimschutz, Cybersicherheit
- Rechtsextremismus und -terrorismus
- Islamistischer Terrorismus, Salafismus
- Islamismus, Extremismus mit Auslandsbezug
- Linksextremismus
- Nachrichtenbeschaffung

In den zurückliegenden Jahren hat sich der Verfassungsschutz Rheinland-Pfalz personell vergrößert. Lag die Zahl der Mitarbeiter laut Stellenplan 2017 noch bei 184, so waren für die Behörde im Stellenplan für 2025 bereits 210 Mitarbeiter vorgesehen. Im gleichen Haushaltsjahr stand der Behörde ein Budget in Höhe von 4,65 Millionen Euro zur Verfügung (ohne Personalkosten).

## Geschichte
Der rheinland-pfälzische Verfassungsschutz nahm am 1. Januar 1951 mit zunächst fünf Mitarbeiterinnen und Mitarbeitern seine Arbeit auf. Bis in die 1980er Jahre bildeten aufgrund der Lage die Beobachtung linksextremistischer Bestrebungen und die Abwehr von Spionage aus dem früheren Ostblock Arbeitsschwerpunkte. Zugleich war aber von Beginn an auch die Bekämpfung des Rechtsextremismus eine zentrale Aufgabe. Seine Erkenntnisse trugen seit den 1960er Jahren mehrmals zum Verbot rechtsextremistischer Gruppierungen bei, zum Beispiel von zwei sogenannten Wehrsportgruppen in den Räumen Koblenz und Bad Ems 1983 und 1984.
Mit der deutschen Wiedervereinigung rückte die Beobachtung des Rechtsextremismus stärker in den Fokus. Unter dem Eindruck der Terroranschläge am 11. September 2001 in den Vereinigten Staaten von Amerika bildete sich mit dem Islamismus ein weiterer Beobachtungsschwerpunkt heraus. Zu neuen Herausforderungen des rheinland-pfälzischen Verfassungsschutzes zählen die das gesamte extremistische Spektrum umfassende Verlagerung verfassungsfeindlicher Bestrebungen ins Internet, die Entgrenzung insbesondere des Rechtsextremismus gegenüber der gesellschaftlichen Mitte, ein verstärkt aufkeimender Antisemitismus und vermehrte nachrichtendienstlich gesteuerte Angriffe aus dem Cyberraum.
Hinzu kommt, dass sich während der Corona-Pandemie in Teilen der Gesellschaft eine neue Form des Extremismus entwickelt hat, die sich gegen die parlamentarische Demokratie richtet und nicht in die bekannten Phänomene wie beispielsweise Rechts- oder Linksextremismus eingeordnet werden kann.

## Fall Steinmetz
Das Landesamt geriet 1993 wegen seines V-Manns Klaus Steinmetz in die Schlagzeilen. Steinmetz, der in der Mainzer linken Szene aktiv war, kam Anfang der 1990er Jahre in Kontakt mit der Kommandoebene der Roten Armee Fraktion (RAF), zunächst mit Birgit Hogefeld und dann auch mit Wolfgang Grams, was Staatsschutzbehörden erstmals unmittelbaren Zugang zur operativen Ebene der RAF ermöglichte. Es wurde beschlossen, Hogefeld bei einem Treffen mit Steinmetz im Juni 1993 zu verhaften, was in einem polizeilichen Großeinsatz auf dem Bahnhof Bad Kleinen am 27. Juni 1993 in die Tat umgesetzt wurde (siehe GSG-9-Einsatz in Bad Kleinen). Dieser führte zur Verhaftung Hogefelds, aber auch zum Tod des GSG-9-Beamten Michael Newrzella in einem anschließenden Schusswechsel, Grams beging Suizid. Der rheinland-pfälzische Innenminister Walter Zuber hatte vor, den V-Mann Steinmetz weiterhin einzusetzen, weshalb seine Anwesenheit am Ort des Zugriffs bis zur Enttarnung drei Wochen später der Öffentlichkeit verschwiegen wurde, obwohl Medien bereits am Folgetag ohne Namensnennung über eine anwesende dritte Person als V-Mann berichteten. Dieser Geheimhaltungsversuch war ein wesentlicher Grund für die anschließende politische Affäre um den misslungenen Einsatz von Bad Kleinen, die als Staatskrise bezeichnet worden ist. Der Journalist Andreas Förster sieht im Versagen vor allem der Verfassungsschutzbehörden in diesem Fall eine Wurzel des späteren rechtsextremen Terrors des NSU.